# Patent de cors

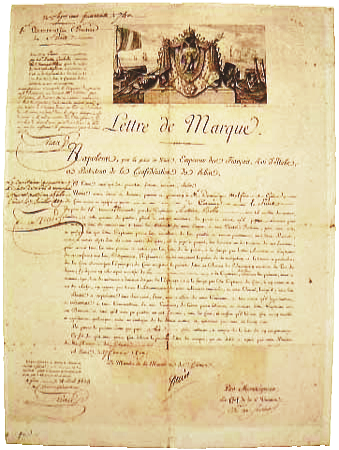
Patent de cors francesa de 1809

Una patent de cors (del llatí cursus, 'carrera') era un document atorgat pels monarques o els dirigents de les ciutats estat pel qual el beneficiari (el corsari) obtenia llicència de l'autoritat per atacar vaixells i altres pertinences dels enemics d'aquells. D'aquesta manera, el beneficiari esdevenia part de la marina de guerra de l'estat que l'atorgava.
Les patents de cors foren molt utilitzades durant l'edat mitjana i l'edat moderna quan els estats no podien mantenir marines pròpies o no prou grans.
Les patents de cors en temps de guerra es van escampar per la major part d'Europa al segle xvi. També van ser utilitzades per les nacions americanes durant les guerres d'independència. Es van abolir el 1856 en el tractat de París, que va posar fi a la Guerra de Crimea. Malgrat això, estats com Espanya, els EUA i Mèxic en continuaren donant durant una quarantena d'anys.

## Drets d'una patent de cors
Per al propietari
- Poder utilitzar els ancoratges i ports de l'estat que l'atorgava.
- Tenir accés a les vitualles i subministraments d'una manera igual o similar a aquella de què disposaven les naus regulars de la marina de guerra del país en qüestió.
- Poder-la mostrar a l'exèrcit enemic, en cas de ser capturat, i sol·licitar ser tractat com a presoner de guerra, en lloc de com a pirata.
- Ascendir al grau de corsari i sentir-se membre de la marina reial.
- Mostrar-la com a reclam per al reclutament de la tripulació.

Per a l'estat o ciutat
- Poder controlar de certa manera el propietari. Tant és així que Lluís XIV i altres monarques francesos exigien fortes fiances per evitar que els armadors obliguessin els seus oficials a dur a terme accions impròpies d'un membre de la marina nacional.
- Disposar d'una armada sense necessitat d'invertir en la construcció de vaixells, reclutament de tripulació, armament, etc.
- Tenir dret a part dels beneficis obtinguts.
- Poder al·legar que les accions realitzades contra països contra els quals no s'estava en guerra, però als quals hom volia molestar, eren obra de pirates aliens a la seva voluntat.